# شهرستان موریس (کانزاس)
شهرستان موریس، کانزاس (به انگلیسی: Morris County, Kansas) یک سکونتگاه مسکونی در ایالات متحده آمریکا است که در کانزاس واقع شده‌است.